# Convair XC-99
Le Convair XC-99 est un prototype d'avion de transport militaire conçu et construit par Convair dans les années 1940. Dérivé du B-36 Peacemaker, le XC-99 reprend la voilure et l'empennage du bombardier et se voit doté d'un fuselage entièrement nouveau à deux ponts. L'avion effectue son premier vol le 23 novembre 1947 puis entre en service en mai 1949. Il est jugé trop gros, inadapté à sa mission et le programme est abandonné avant que l'appareil ne soit construit en série. Une version civile destinée aux compagnies aériennes, le Model 37, est envisagée mais le projet ne dépasse pas l'étape de la planche à dessin.
Le XC-99 est conçu pour emporter 45 tonnes de fret ou 400 hommes de troupe avec leur équipement grâce à son fuselage à double-pont et peut voler sur une distance de plus de 13 000 km (7 000 NM) ; il est motorisé par six moteurs à pistons Pratt & Whitney R-4360 de 3 500 ch entraînant des hélices placées en configuration propulsive et sa vitesse est d'environ 500 km/h à une altitude de 9 150 m (30 000 pi). Jusqu'à l'annulation du programme, un seul prototype est construit ; il est utilisé par l'United States Air Force (USAF) jusqu'en 1957 puis exposé sur la Kelly Air Force Base, au Texas, après son retrait.

## Conception et développement

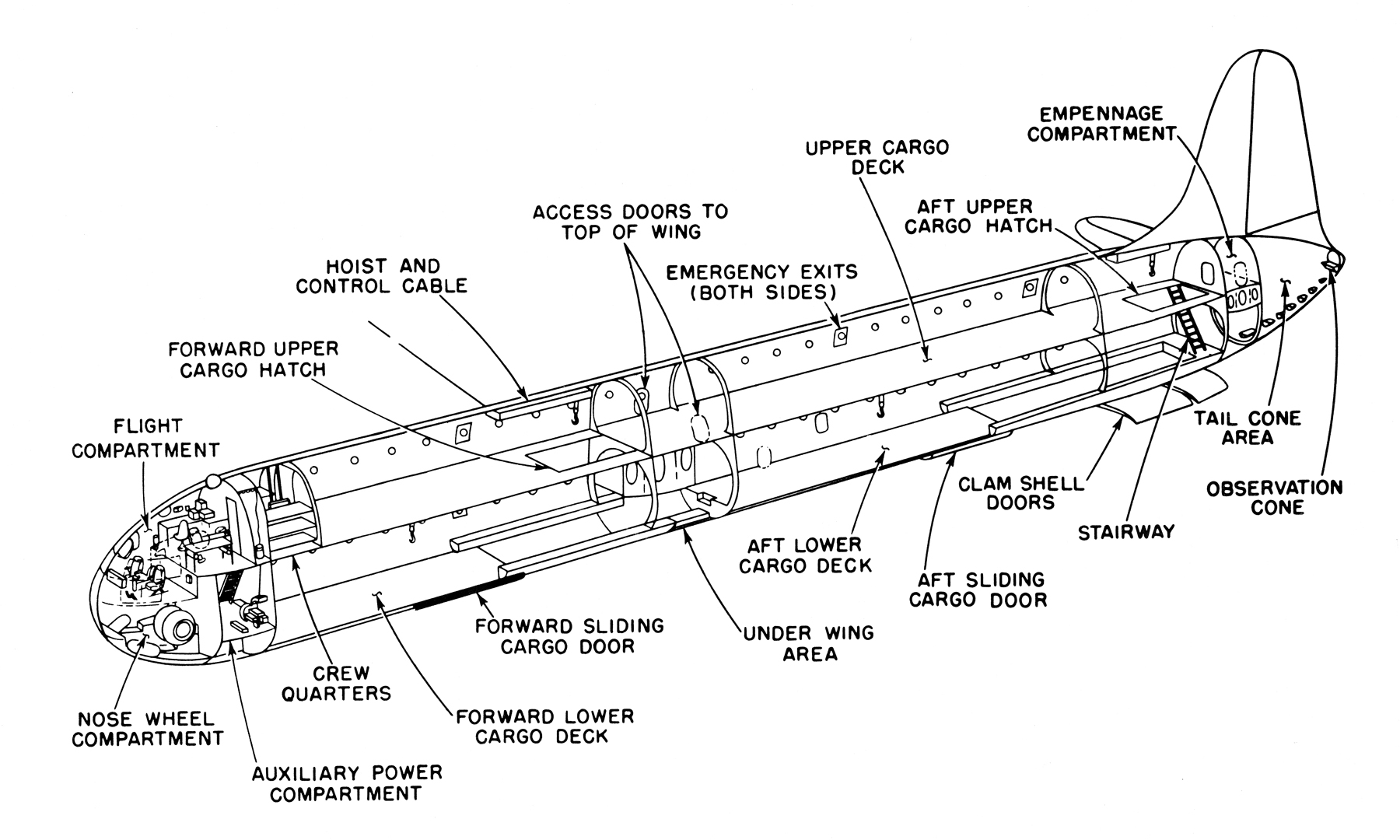
Schéma en coupe du XC-99.

En 1941, alors que l'armée allemande progresse en Europe, les États-Unis envisagent de développer un bombardier intercontinental dans le cas où le pays serait privé de ses bases en Europe. À la fin de l'année, l'avionneur Consolidated reçoit un contrat de développement pour le Model 35, un bombardier lourd pouvant emporter 4,5 tonnes de bombes sur près de 13 000 km, que l'Air Force désigne XB-36. Consolidated étudie également la possibilité de construire un avion de transport à grande capacité dérivé du Model 35. L'avion, qui reçoit la désignation militaire XC-99, doit utiliser la même voilure et les mêmes moteurs Pratt & Whitney R-4360 que le XB-36 ; l'empennage et le train d'atterrissage doivent être similaires à celui du bombardier,.
Le contrat de commande W-535-AC-34454 portant sur la fabrication d'un prototype est signé le 31 décembre 1942,. La construction de l'appareil a lieu dans les usines Convair de San Diego ; à cause de programmes plus urgents et donc prioritaires, il ne sort d'usine qu'à l'été 1947. Il effectue son premier vol le 23 novembre, piloté par Russell Rogers et Beryl Ericson,. De nombreux incidents s'y manifestent, et notamment une grave difficulté de freinage et l'impossibilité d'inverser les pas d'hélices ; l'avion a donc fini ce premier vol au-delà de la piste d'atterrissage.
En avril 1949, le XC-99 emporte 100 000 livres (45 400 kg) de charge utile au cours d'un vol d'essai, établissant ainsi un record,.
En 1950, Convair étudie une version à réaction du XC-99 qui doit utiliser la voilure, l'empennage et les turboréacteurs Pratt & Whitney J57 du bombardier YB-60.

## Descriptif technique
Avec plus de 56 mètres de long et 70 mètres d'envergure, le XC-99 est un avion de très grandes dimensions. Son fuselage, percé de 86 petits hublots circulaires, est à double-pont sur toute sa longueur ; avec un espace disponible de presque 850 m3, il est suffisamment grand pour accueillir 400 hommes de troupe ou pour contenir 45 tonnes de fret. À l'intérieur chaque pont est divisé en deux compartiments dont la séparation se trouve au niveau du passage des longerons de la voilure. Le XC-99 dispose de deux portes cargo équipées de rampes, situées sur le dessous du fuselage ; la première porte est placée juste en avant de la voilure tandis que la seconde s'ouvre tout à l'arrière du fuselage. Le chargement du pont supérieur s'effectue au moyen d'ouvertures dans le plancher, au-dessus des portes cargo, un treuil permettant de hisser les marchandises.
Sa voilure est celle du B-36, montée en position médiane sur le fuselage. Chaque aile est équipée de trois moteurs entraînant des hélices tripales Curtiss Electric de 5,79 m de diamètre installées en configuration propulsive. Les moteurs sont des Pratt & Whitney R-4360-25 Wasp Major à 28 cylindres en étoile, développant jusqu'à 3 000 chevaux. L'empennage est en T inversé, le même que sur le B-36. Le train d'atterrissage est de type tricycle ; il se compose d'un diabolo à l'avant et son train principal est constitué de grandes roues mesurant 2,79 m de diamètre, une montée sous chaque aile entre le fuselage et les moteurs les plus proches de ce dernier. Ce train d'atterrissage, identique à celui des premiers B-36, présente l'inconvénient d'avoir la masse de l'appareil répartie sur une petite surface, ce qui limite le nombre de pistes que peut utiliser l'avion. À la fin de l'année 1948, chacune des deux grandes roues sera remplacée par un bogie à quatre roues, permettant ainsi de mieux répartir le poids de l'avion,. Dans cette configuration, le XC-99 vole pour la première fois le 24 janvier de l'année suivante.

## Histoire opérationnelle

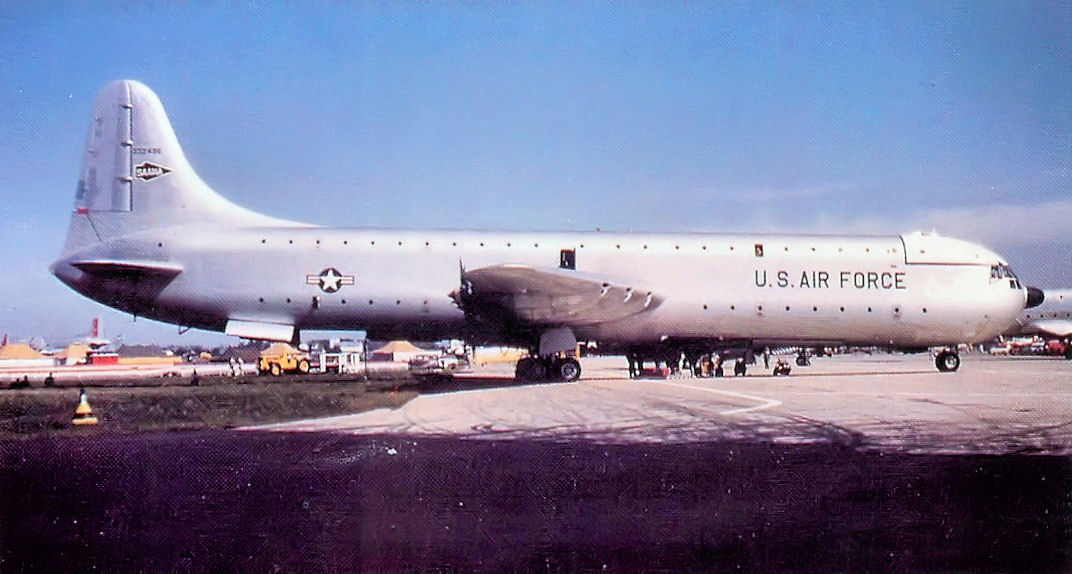
Le XC-99 en 1954 est alors utilisé par le 1700e groupe de transport aérien du Military Air Transport Service mais rattaché à l'Air Materiel Command.

C'est le 26 mai 1949 que le XC-99 est officiellement livré à l'Air Materiel Command de l'Air Force. Il est employé ensuite pour transporter du matériel sur le front de Corée.
Le 20 mars 1950, un réservoir de l'aile gauche explose lors d'une opération de maintenance, ce qui détruit le bord d'attaque sur une longueur allant de l'emplanture de l'aile jusqu'à l'entrée d'air du premier moteur ; l'incident, dont la cause sera par la suite attribuée à une décharge d'électricité statique ayant enflammé les vapeurs d'essences très volatiles présentes dans le réservoir, blesse huit techniciens de maintenance dont certains qui souffrent de brûlures.
Le 10 octobre le XC-99 emporte dix moteurs d'avions, faisant la preuve de sa grande capacité d'emport. Mais la maintenance est très chronophage, d'autant plus qu'il n'existe pas de document spécifique et que les mécaniciens doivent se reporter à ceux du B-36.
Après la guerre l'avion est exposé à Wright-Paterson devant une foule nombreuse où beaucoup s'étonnent de ses dimensions. À partir de 1955, les transporteurs à réaction plus rapides rendent le XC-99 obsolète. Il n'en aura été finalement construit qu'un seul. En 1957 Celui-ci est mis au rebut et stationne au Texas ; il est racheté plusieurs fois. Son sort fluctuant l'amène finalement à la base de Kelly. Le XC-99 a montré qu'il n'y avait pas de limite à la taille d'un avion et il a permis d'améliorer les méthodes de chargement et de déchargement. Il a à son actif plus de 7 000 heures de vol, transportant 27 000 tonnes de marchandises.

## Projet d'avion de ligne
Après la signature du contrat de fabrication du XC-99, Convair en propose une version d'avion de ligne à des compagnies aériennes. En février 1945, la Pan American World Airways passe commande de 15 appareils, dont la production doit commencer une fois la guerre terminée. Surnommés Super Clipper, ces avions doivent emporter 204 passagers et près de sept tonnes de fret et de courrier et être motorisé par six turbopropulseurs Wright T-35 de 5 500 ch.

## Caractéristiques
Sources : Cold War Peacemaker, American Military Transport Aircraft Since 1925, Flying Freight Train.

### Équipage et dimensions

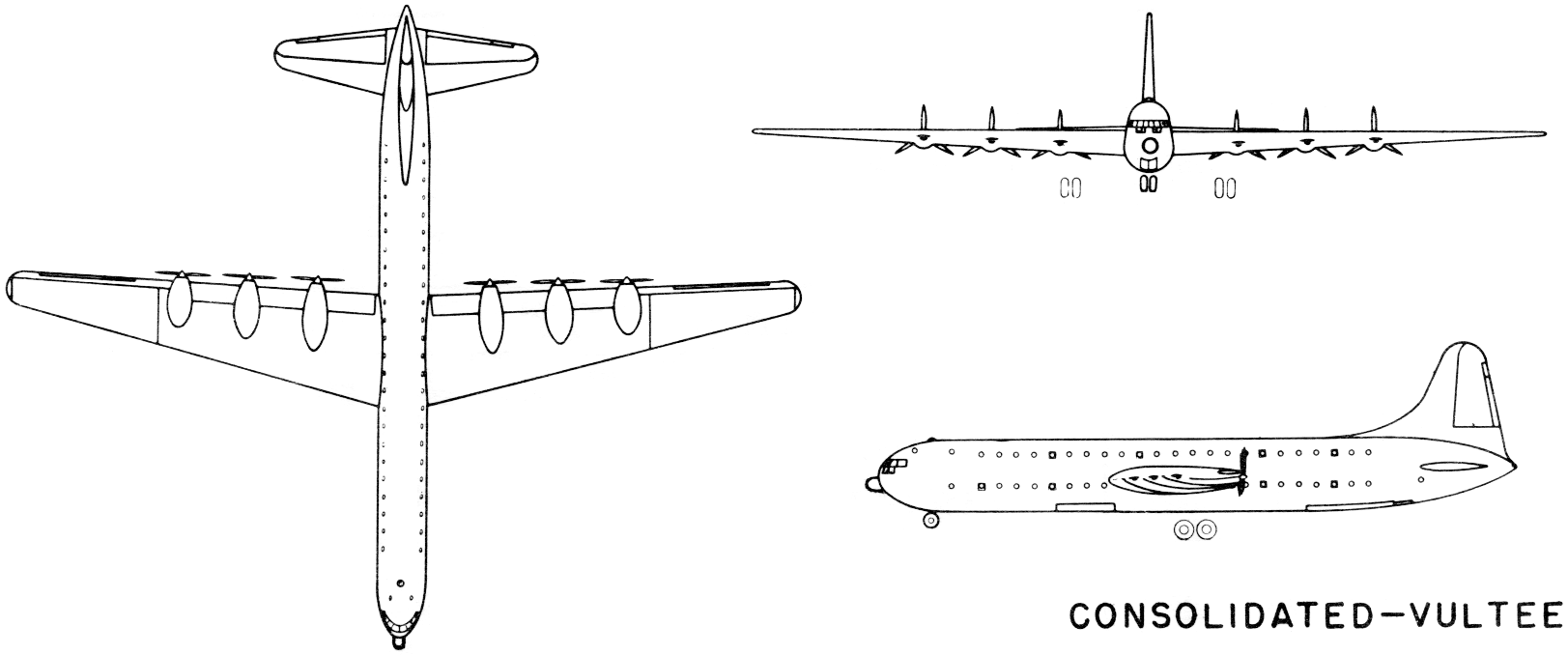
Plan 3-vues du Convair XC-99.

- Équipage : 5 membres
- Longueur : 56,4 m
- Envergure : 70,1 m
- Hauteur : 17,5 m
- Surface alaire : 443,3 m2

### Motorisation
- Moteurs : 6 moteurs en étoile de 28 cylindres Pratt & Whitney R-4360 Wasp Major.
- Puissance : 3 500 ch (2 600 kW) par moteur ; 21 000 ch (15 600 kW) au total.

### Masses et capacité
- Hommes de troupe : 400 personnes
- Capacité cargo : 45 tonnes
- Capacité en carburant : 79 930 litres
- Masse maximale au décollage : 145 000 kg

#### Ouvrages
- (en) William Patrick Dean, Ultra-Large Aircraft, 1940-1970 : The Development of Guppy and Expanded Fuselage Transports, Jefferson (Caroline du Nord), McFarland, 3 avril 2018, 312 p. (ISBN 978-1-4766-6503-0 et 1-4766-6503-6, présentation en ligne, lire en ligne).
- (en) E.R. Johnson et Lloyd S. Jones, American Military Transport Aircraft Since 1925 [« Avions de transport militaires américains depuis 1925 »], Jefferson (Caroline du Nord), McFarland, 9 avril 2013, 488 p. (ISBN 978-0-7864-6269-8, présentation en ligne, lire en ligne).
- (en) Don Pyeatt et Dennis R. Jenkins, Cold War Peacemaker : The Story of Cowtown and Convair's B-36 [« Pacificateur de la guerre froide : l'histoire du B-36 du pays des vaches et de Convair »], North Branch (Minnesota), Specialty Press, 2 février 2010, 228 p. (ISBN 978-1-58007-127-7, présentation en ligne, lire en ligne).
- (en) Graham M. Simons, Convair B-36 Peacemaker : Cold War Nuclear Bomber and Largest Mass-Produced Piston-Engine Aircraft Ever Built, Havertown (Pennsylvanie), Air World Books, 25 juillet 2024, 304 p. (ISBN 1-52678-734-2 et 978-1-52678-734-7, OCLC 1450103299, présentation en ligne, lire en ligne).

#### Articles
- (en) Gary L. Killion, « The First Jumbo Airliner : The Convair XC-99 », American Aviation Historical Society Journal, Riverside (Californie), AAHS, vol. 68, no 3,‎ automne 2023, p. 164-170 (ISSN 0882-9365, lire en ligne [PDF], consulté le 14 novembre 2024).
- (en) « Convair Redesigns Big Transport », Aviation Week, New York (États-Unis), McGraw-Hill, vol. 51, no 23,‎ 5 décembre 1949, p. 14-15 (ISSN 0005-2175, lire en ligne, consulté le 20 juillet 2024).
- (en) « PO Studies XC-99 Use As All-Mail Plane », Aviation Week, New York (États-Unis), McGraw-Hill, vol. 53, no 25,‎ 18 décembre 1950, p. 16-17 (ISSN 0005-2175, lire en ligne, consulté le 4 mars 2023).
- Bernard Millot, « Le Convair B-36 Peacemaker », Le Fana de l'Aviation, Clichy (France), Éditions Larivière, no 212,‎ juillet 1987, p. 28-33 (ISSN 0757-4169).
- Henri Chero, « Convair XC-99 : Le titan du Texas », Le Fana de l'Aviation, Clichy (France), Éditions Larivière, no 612,‎ novembre 2020, p. 46-53 (ISSN 0757-4169).
- (en) « Flying Freight Train » [« Train de marchandises volant »], Popular Science, Los Angeles (Californie), Popular Science Publishing Company, vol. 152, no 2,‎ février 1948, p. 142-143 (ISSN 0161-7370, OCLC 488612811, lire en ligne, consulté le 14 novembre 2024).